# Радамист
Радамист (ум. 58) — царь Армении в 51—53 и 54—55 годах из династии Фарнавазидов, сын царя иберов Фарасмана и племянник царя Митридата, подробный рассказ о судьбе которого содержится в XII книге «Анналов» Тацита.

## Биография

### Иберийско–армянская война
По словам латинского историка, Радамист отличался телесной силой и был сведущ в науках и искусствах. Притворившись, что поссорился с отцом, он уехал в Армению и был радушно принят, в это время подстрекая армянских вельмож к мятежу.
Вернувшись, Радамист отправился в поход на Армению с иберским войском и осадил Митридата в крепости Горнеи, где находился римский гарнизон префекта Целия Поллиона. Подкупив Поллиона, Радамист вынудил Митридата покинуть крепость для заключения мира и поклялся, что не посягнёт на его жизнь ни мечом, ни ядом. Однако, взяв в плен Митридата, он приказал задушить его, его жену (дочь Фарасмана) и их сыновей.
Парфянский царь Вологез I вторгся в Армению и без боя прогнал иберов, чтобы посадить на престол своего брата Тиридата, но вскоре отступил. Тогда Радамист опять захватил Армению. Однако армяне восстали и окружили дворец царя.
Радамист с беременной женой Зенобией (дочерью Митридата) бежал. Однако она была измучена бегством и, если верить Тациту, стала молить мужа избавить её от плена. Тогда он, не желая кому-то уступать жену, зарубил её мечом и бросил в воды Аракса. Однако она осталась жива, её спасли пастухи и доставили к царю Тиридату, который принял её с почестями.
В дальнейшем война парфян с иберами за Армению продолжалась с переменным успехом. Радамист же был казнён своим отцом, обвинившим его в предательстве.

## Интересные факты
Сюжет, кратко, но эмоционально изложенный Тацитом, положен в основу ряда произведений искусства:
- Трагедия Кребийона-старшего «Радамист и Зенобия» (1711).
- Опера Генделя «Радамист» (1720).
- Оперы «Зенобия» на либретто Метастазио писали Джованни Бонончини в 1737 году и Иоганн Адольф Хассе в 1761 году.
- Картина Луиджи Сабателли «Радамист убивает Зенобию» (1803).
- Картины Н. Пуссена, А.-Г. Бугро и П. Бодри.
- Неоконченная пьеса Александра Грибоедова «Родамист и Зенобия» (сохранился только план).